# 湘南ベルマーレ
湘南ベルマーレ（しょうなんベルマーレ、英: Shonan Bellmare）は、日本の神奈川県平塚市、鎌倉市、藤沢市、小田原市、茅ヶ崎市、秦野市、厚木市、伊勢原市、南足柄市、高座郡寒川町、中郡大磯町、二宮町、足柄上郡中井町、大井町、松田町、山北町、開成町、足柄下郡箱根町、真鶴町、湯河原町をホームタウンとする、日本プロサッカーリーグ（Jリーグ）に加盟するプロサッカークラブ。

## 概要
藤和不動産サッカー部を前身として1994年にベルマーレ平塚の名称でJリーグへ加盟、2000年に現チーム名に改称した。ホームスタジアムはレモンガススタジアム平塚で、練習場は平塚市の馬入ふれあい公園サッカー場。チーム名はラテン語の美しい（bellum、ベルム）と海（Mare、マーレ）の2つの単語を合わせた造語。
ホームタウンは1999年までは平塚市1市、2000年よりJリーグで「広域ホームタウン制度」が認められたことを受けて厚木市、伊勢原市、小田原市、茅ヶ崎市、秦野市、藤沢市と中郡（大磯町、二宮町）・高座郡（寒川町）の3町を加えた7市3町へ変更された。2017年10月24日には鎌倉市、南足柄市と足柄上郡（中井町、大井町、松田町、山北町、開成町）・足柄下郡（箱根町、真鶴町、湯河原町）の8町をホームタウンに加え、神奈川県西部の9市11町にホームタウンを拡大した。
設立以来、フジタの出資する株式会社湘南ベルマーレ平塚が運営を行っていたが、フジタの経営難により1999年に新旧分離を実施し、地元企業が共同出資する株式会社湘南ベルマーレが運営する。2018年4月に、当時の筆頭株主だった三栄建築設計と、トレーニングジム・健康食品販売などを手がけるRIZAPグループが共同出資した合弁会社「メルディアRIZAP湘南スポーツパートナーズ」がクラブの第三者割当増資を引き受け、同社が筆頭株主となっている（詳細後述）。

### 湘南スタイル
湘南は2009年に着任した反町監督が、勝つチームに必要なカラーがこのチームにはまだ無いとして、チームスタイルとしてアグレッシブに「走ること」を標榜、周知していった。
次に2012年に着任した曺貴裁体制より「攻撃的で、走る意欲に満ち溢れた、アグレッシブで痛快なサッカー」という内容の独自の堅守速攻スタイル「湘南スタイル」を提唱している。攻撃的と語られているが、湘南はカウンター重視の攻守一体の堅守速攻的な戦い方が多く、ポゼッション比率が少なく、攻撃重視のサッカーという事ではなく、攻撃性・攻撃的な姿勢・意識を持つ事であるように見受けられる。湘南はプロフェッショナルチームである以上、成果は「勝点3」のみと考えており、選手には「判断スピード」「強いフィジカル」「90分間走り続ける強い意欲・意志」「ポジティブに取り組む姿勢」「逆境をプラスにする事」「夢と目標を明確に持つ事」「一つ一つの練習に100％の集中力で取り組む事」「ミスを割り切り常にチャレンジする事」「謙虚さ」などを求めている。この湘南スタイルを軸に、曺は就任時の2012年より湘南を三度J2からJ1へ1年で昇格させている。

## 歴史

### Jリーグ加盟まで
前身は1968年に栃木県で発足した藤和不動産サッカー部（フジタSC）で、1975年にフジタ工業サッカー部に改称した。1972年に日本サッカーリーグ（JSL）1部へ昇格、1977年JSL初優勝。以後、リーグ優勝3回、天皇杯優勝2回を果たした。1992年10月、運営会社としてフジタが全額出資する株式会社フジタスポーツクラブが設立され、チームの愛称を「湘南ベルマーレ」とした。

#### 1993年
1993年、Jリーグ準会員に承認。ベルマーレ平塚へチーム名を変更した。同時に運営会社の商号を株式会社ベルマーレ平塚へ変更し、地元企業・団体などが出資（1996年に株式会社湘南ベルマーレ平塚へ商号を変更）した。1993年のJFL1部で優勝、スタジアム問題もクリアして、Jリーグ入会が承認された。

### 1994年 - 1999年（J1）

#### 1994年

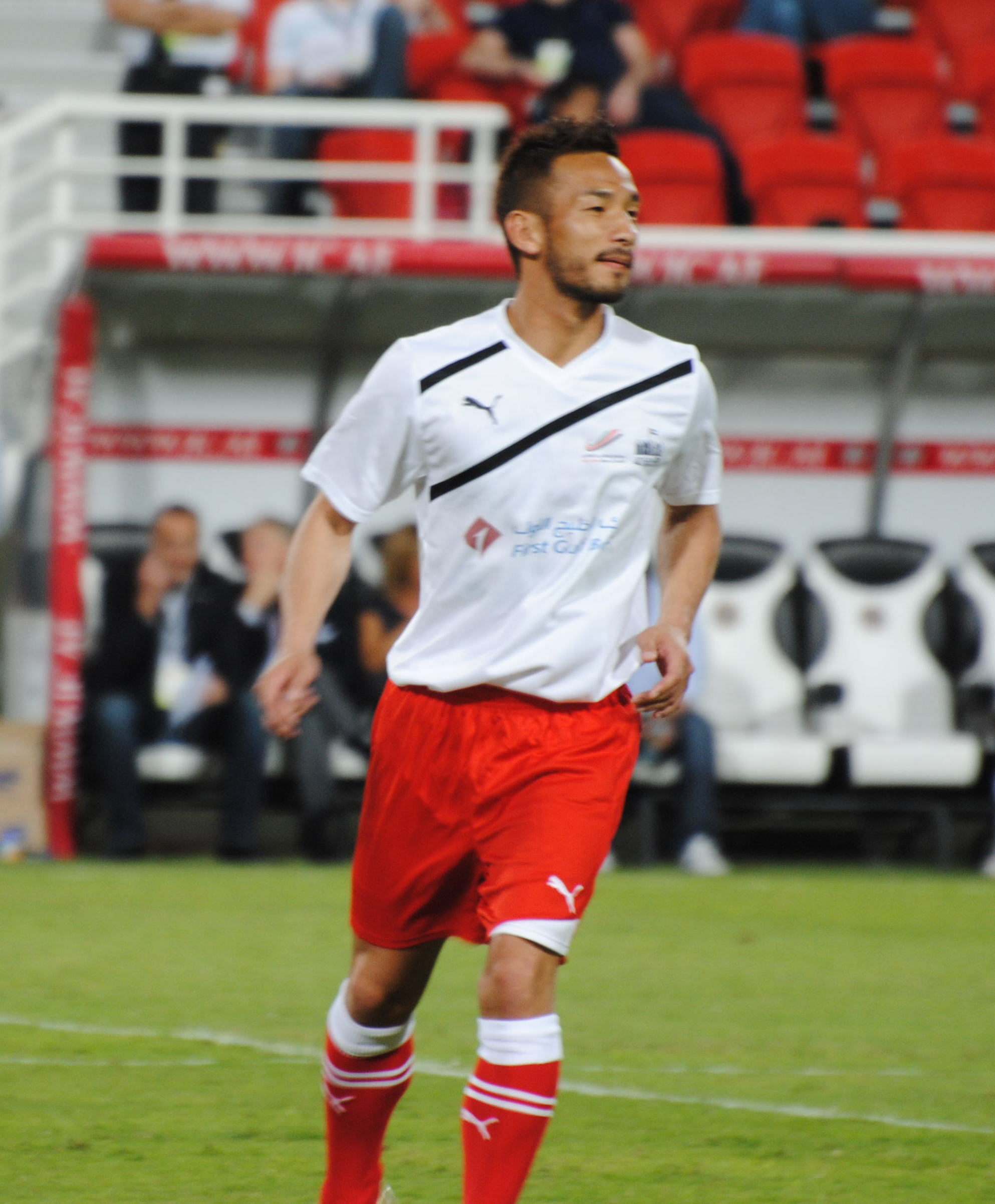
中田英寿

Jリーグ加入前から監督を務めていた古前田充とヘッドコーチのニカノールの二頭体制の下、超攻撃的サッカーを標榜したが、サントリーシリーズは全クラブ最多の54失点を喫して12チーム中11位の成績。そこで、それまで左サイドバックを務めていた岩本輝雄をオフェンシブハーフにコンバートし、左サイドバックには公文裕明を起用。これが功を奏し、ニコスシリーズは得点が全クラブ最多タイの48、失点が全クラブ最少タイの26と攻守共に安定し、V川崎と1勝差の2位に躍進し、湘南の暴れん坊と呼ばれた。また、天皇杯は決勝でC大阪を破り、初優勝した。田坂和昭が新人王、ベッチーニョおよび名塚善寛がベストイレブンを受賞した。

#### 1995年
中田英寿が入団。シモン加入後のニカノールによる中盤の底に3人のMFを置くスリーボランチを採用。サントリーシリーズは全クラブ最多の60得点を挙げ、7位とまずまずの成績を残したが、ニコスシリーズは一転不振に陥り、8月末にニカノールが解任されると、第18節限りで古前田も辞任。残り試合はサテライト監督を務めていた植木繁晴が監督代行を務めたが、14チーム中最下位に終わる。それでも最後はアジアカップウィナーズカップで優勝した。

#### 1998年
1998 FIFAワールドカップ日本代表としてGK小島伸幸、MF中田、FW呂比須ワグナー、同韓国代表としてDF洪明甫の計4人が選出された。W杯終了後、中田がイタリア・ACペルージャへ移籍。この年に姉妹クラブで日本女子サッカーリーグ（Lリーグ）のフジタサッカークラブ・マーキュリーが廃部した。

#### 1999年
メインスポンサーのフジタが経営再建のためスポンサーから撤退。また、小島、野口幸司、名塚、田坂、公文裕明、岩元など主力が退団（岩本輝雄、名良橋晃、ベッチーニョ、アウミール、渡辺卓は1998年1stステージ以前に退団）。J1リーグ戦は1st・2ndステージ共に最下位（年間4勝）に終わり、Jリーグ ディビジョン2（J2）へ降格した。12月にフジタが株式会社湘南ベルマーレを新たに設立しクラブの営業権を同社へ移すと共に、同社株式を平塚市などの湘南ベルマーレ平塚の株主に譲渡した。一方でフジタは湘南ベルマーレ平塚の全株式を買い取った。なお、湘南ベルマーレ平塚は2004年11月22日の臨時株主総会決議により解散した。

### 2000年 - 2009年（J2）

#### 2000年
2000年より、チーム名を「ベルマーレ平塚」から「湘南ベルマーレ」に改称。ホームタウンを平塚市1市から神奈川県の7市3町へ変更・広域化した。
加藤久が監督に就任し、元V川崎の前園真聖や元清水の松原良香などを獲得したが、J2・8位に終わった。加藤をシーズン中に解任する発表をしたフロントに不信感を持った前園、松原らの主力もチームを去った。

#### 2001年
このあと、チームは9年間泥沼の餌食へ飲み込まれることとなる。2001年も8位に終わるが、2002年はパラシオスを中心とした守備陣と、途中加入した熊林親吾、吉野智行らを中心にチームが奮起し5位へ躍進。ただ2003年、サミア監督は「フラット3」を組み込んだ3-5-2システムを機能させたかったが、期待されていた元プレミアリーグ・ミドルズブラのリカルドの不調など序盤で躓き、10位に（サミアは途中退任、リカルドも退団）。2004年はFC東京よりアマラオを獲得したが、前年に続き波に乗れず10位に終わった。2005年は序盤は快調だったが、シーズン中盤に苦戦を強いられ、結局リーグ戦7位でシーズンを終えた。2006年は、シーズン中盤に8連敗を喫するなどで、年間順位は11位に終わった。しかし、シーズン中に菅野将晃がコーチから監督に昇格した後、当時4年目だった石原直樹をレギュラーに完全固定、そこから2桁得点を翌年と次の翌年に記録した。その2007年は「蹴志　Best mind」のスローガンのもと、FC東京からジャーン、清水から斉藤俊秀ほかを獲得。また、鹿島から名良橋晃が11年ぶりに復帰した。その結果、6位でシーズンを終えた。2008年は「志闘 ～HEART&HARD～」のスローガンのもと、最終節まで昇格争いに絡んだが、最終順位は5位となった。

運命の2009年、「勇志湘南　Heart&Hard」のチームスローガンに掲げ、湘南OBの反町康治が監督に就任。また、新潟時代に反町が指導した寺川能人、野澤洋輔、元京都のFW田原豊、Honda FCからDF村松大輔を獲得した一方、DF斉藤俊秀、FW石原直樹などが退団した。リーグ戦は開幕5連勝でスタートダッシュに成功。シーズンを通して昇格レースに絡み、12月5日の最終節水戸戦で勝利し3位が確定。11年ぶりにJリーグ ディビジョン1 (J1)復帰が決定した（11シーズンぶりのJ1復帰はJリーグ最長記録）。このシーズンは終盤の第49節甲府戦（勝ち点91同士で並んでいた）を含むアディショナルタイムでの得点が10得点を数え、最終節水戸戦も2点のビハインドを跳ね返した。

### 2010年（J1）

#### 2010年
クラブスローガン ：「PLAY ON Heart & Hard 2010」
反町体制2年目。千葉から新居辰基、新潟から松尾直人、札幌から中山元気、水戸より小澤雄希を完全移籍で、神戸より平塚ジュニア、ジュニアユース出身の馬場賢治を期限付き移籍で獲得した。
リーグ戦は、開幕前にポジションを問わずケガ人が続出し、引退しユースチームのコーチを務めていた伊藤が現役復帰を余儀なくされ、練習試合が組めなくなるほどに深刻なものとなった。開幕戦（山形戦）は引き分け、第4節の新潟戦で初勝利を収めたが、前年までの堅守が崩壊、大量失点に苦しむ。中でも、前年の昇格の功労者であるアジエルが両脛のケガから立ち直れず選手登録抹消（退団はせず）、効果的な攻め手を欠き、前年までの人数をかけた鋭いカウンターを中心とした攻撃は影を潜めた。
後半戦を前に、選手登録されているGK4人中、3人が負傷離脱中という状況を打開するために、浦和から都築龍太を期限付き移籍で獲得（これと同時に金永基を登録抹消、退団はせず）。さらに中国・北京国安に所属していたFWヴァウドと、元FC東京のエメルソンを獲得した。椎間板ヘルニアのため戦列を離れていた野澤洋輔や開幕前に大ケガを負った松尾直人が戦列に復帰したが、7月18日の京都戦以降勝ちが全くないまま、11月14日（第30節）の清水戦に敗れ、4試合を残してJ2降格が決定した。その後も名古屋の優勝を目の前で決められてしまうなど最終節まで連敗し、結局リーグ戦21試合連続未勝利となった。これはJ1のワースト記録となった（J全体では北九州の35試合連続未勝利がワースト）。また、勝ち点16、シーズン3勝、総失点82、得失点差－51はJ1ワースト記録となった（当時）。

### 2011年 - 2012年（J2）

#### 2011年
クラブスローガン ：「蹴燃　HEART&HARD」
反町体制3年目。清水から西部洋平、FC東京から阿部伸行、C大阪から石神直哉を完全移籍で獲得。また、磐田から大井健太郎、名古屋から巻佑樹と平木良樹、鹿島から佐々木竜太も期限付き移籍で獲得した。その一方で、エメルソン、寺川能人、中山元気らが退団した。開幕戦は岡山に5-0と圧勝したが、昨年同様にケガ人による離脱者が多数発生し、シーズンを通しほぼ中位に留まり、シーズン成績は14位に終わった。
天皇杯は4回戦で川崎を撃破した。シーズン終了後、反町が監督を退任した。

#### 2012年
クラブスローガン ：「蹴激」
新監督に曺貴裁が就任。この年より「湘南スタイル」（ミスを割り切りアグレッシブにトライする攻守一体の堅守速攻）が確立されていった。
6年間在籍していたアジエルが中国・武漢卓爾に、小澤雄希がSC相模原に、西部洋平が川崎に、田原豊が横浜FCに、臼井幸平が栃木SCに、松尾直人が関西サッカーリーグ・FC大阪に、野澤洋輔が松本に、昨シーズン甲府にレンタル移籍していた阿部吉朗が磐田に、ツエーゲン金沢にレンタル移籍していた菅野哲也がSC相模原に完全移籍、石神直哉が大分に、松浦勇武がFC琉球にレンタル移籍、大井健太郎（磐田に復帰⇒新潟へ完全移籍）、巻佑樹（名古屋へ復帰）、佐々木竜太（鹿島へ復帰）がレンタル移籍期間満了につき退団、植村慶、三平和司のレンタル移籍期間が延長したが、神戸から馬場賢治、山形から下村東美、古橋達弥、パウリスタFCからマセナを完全移籍で、大宮から宮崎泰右、新潟から昨シーズン愛媛FCにレンタル移籍していた大野和成をレンタル移籍で獲得、 松本拓也、古林将太、島村毅がレンタル移籍先から復帰、大槻周平、三原向平が新加入した。
また7月には札幌のキリノを完全移籍で獲得した。
リーグ戦は、開幕戦で前年度天皇杯準優勝の京都に勝利。開幕から9試合を4連勝2回を含む8勝1分負けなしで、第3節終了時から首位をキープ。第10節（水戸戦）から第17節（北九州戦）まで8戦勝ち無しで第13節に2位、第17節終了時には6位まで順位を下げたが、第18節から9試合連続負けなし（5勝4分）で、第31節（栃木SC戦）に勝利して2位に浮上。第39節の千葉戦に引き分けて3位となったが、最終節に町田戦に勝利して、京都に代わって自動昇格圏内の2位に入り、3年ぶりのJリーグ ディビジョン1 (J1)復帰が決定した。シーズン終了後に12年間在籍していた坂本紘司が引退した。
2月には1億円を超える債務超過に転落し、最悪の場合はクラブ自体の解散の可能性もあるとの一部報道があった（実際の債務超過額は8268万9819円）が、9月から10月にかけて行われた湘南ベルマーレ持株会への一口5万円の拠出金の募集に4120万円、普通株に2980万円の申込みがあり、合計7100万円の増資を行った。また、第2回湘南ベルマーレ持株会への一口5万円の拠出金の募集により1000万円、普通株の3000万円の申込みがあり、Jリーグの承認後に2013年1月の臨時株主総会の承認を受け増資を行う予定。
最終的に上記2回の増資により債務超過は解消した。また5期ぶりの黒字計上となった。

### 2013年（J1）

#### 2013年
クラブスローガン ：「蹴躍」
曺体制2年目。
金永基（大分）、松本拓也（北九州）、福田健人（新潟S）、前年大分へ期限付き移籍していた三平和司（京都）が完全移籍、松浦勇武（JFL・琉球）、植村慶（磐田）が期限付き移籍先へ完全移籍。三原向平（愛媛）、山口貴弘（長崎）、今シーズン大阪桐蔭高校から加入した白井康介（JFL・福島U）が期限付き移籍、宮崎泰右（大宮）、イ・ミンス（清水）が所属元へ復帰した。
補強は、栃木SCから宇佐美宏和・荒堀謙次、東京Vから梶川諒太、山形から鈴木雄太が完全移籍で、川崎から安藤駿介、柏から中川寛斗、武富孝介、クォン・ハンジンが期限付き移籍で獲得、新外国人としてムアントン・ユナイテッドからエジバウドを獲得、河野諒祐（前年2種登録選手）、村岡拓哉、吉濱遼平（前年特別指定選手）、田村翔太が新加入した。
シーズン中にエジバウドが退団、クォン・ハンジンが群馬へ期限付き移籍先が変更、キリノがアル・シャアブへ、岩上祐三が松本山雅FCへ期限付き移籍したが、水原三星ブルーウィングスからステボ、ECペロタスからウェリントンが完全移籍で、コメルシアウFCからアレックス・サンターナ、FC東京から大竹洋平が期限付き移籍で加入、特別指定選手として三竿雄斗、宮市剛、菊地俊介、福岡将太(ともに2014年に正式加入することが内定）、2種登録選手として南翔太が加入した。
リーグ戦は開幕から6戦勝ち無し(3分3負)となったが、第7節大分戦に2-1で勝利し初勝利を挙げた。
しかしながら折り返しの17節まで3勝4分10負の勝ち点13で16位と苦しい戦いが続き、第32節のFC東京戦に1-2で敗れ16位以下が確定、J2降格が決まった。

### 2014年（J2）

#### 2014年
クラブスローガン ：「決弾」
曺体制3年目。下村東美、古橋達弥、石神直哉らベテラン選手の契約満了を発表。高山薫、韓国栄が柏に完全移籍、田村翔太、河野諒祐、村岡拓哉、猪狩佑貴の4名が福島に、鎌田翔雅が岡山に、馬場賢治が水戸にレンタル移籍。レンタル移籍中だった三原向平（愛媛）、山口貴弘（長崎）の移籍期間が延長、大野和成（新潟）、安藤駿介（川崎）、アレックス・サンターナ（コメルシアウFC）がそれぞれ所属元へ復帰した。
補強面では、愛媛より秋元陽太を、FC東京よりレンタル移籍中の大竹洋平らを完全移籍で獲得。福島にレンタル移籍中の吉濱遼平、白井康介が復帰。前年から柏よりレンタル移籍中の武富孝介、中川寛斗の移籍期間が延長。FC東京から丸山祐市が、鳥栖から岡田翔平がレンタル移籍で加入した。
3月4日に新潟から藤田征也が期限付き移籍し、6月17日にはエデルが退団、7月23日に清水から樋口寛規が、8月8日には横浜FMから熊谷アンドリューが期限付き移籍で加入し、14日には荒堀が栃木SCへ期限付き移籍した。
開幕から14連勝するなど、快進撃を続ける。15節で愛媛FCに敗北したが、その後は21戦負けなし。9月23日、アウェイの第33節の京都戦に2-2で引き分け、J1自動昇格を確定した。
その後2連敗を喫するものの、結果的に2014シーズンを31勝8分3敗、勝ち点101でリーグ優勝を勝ち取った。

### 2015年 - 2016年（J1）

#### 2015年
クラブスローガン ：「証明 show the style」
曺体制4年目。2年ぶりのJ1挑戦となった。
福島へレンタル移籍していた猪狩佑貴が引退、福島へレンタル移籍していた河野諒祐（JFL・V大分）、鈴木雄太、吉濱遼平（群馬）、阿部伸行（北九州）、宇佐美宏和（山形）、長崎にレンタル移籍していた山口貴弘（大分）、岡山にレンタル移籍していた鎌田翔雅（清水）が完全移籍、岩尾憲、宮市剛（水戸）、福岡将太、今シーズンユースから昇格した前田尚輝（福島）、梶川諒太（長崎）、亀川諒史（福岡）がレンタル移籍、田村翔太、安東輝（福島）のレンタル移籍期間が延長、村岡拓哉（福島）、馬場賢治（水戸）、荒堀謙次（栃木）、三原向平（愛媛）がレンタル移籍先に完全移籍、丸山祐市（FC東京）、樋口寛規（清水→相模原にレンタル移籍）、中川寛斗、武富孝介（柏）、熊谷アンドリュー（横浜FM）が所属元へ復帰した。
補強面では、札幌から李昊乗を、横浜FMから藤田祥史、昨シーズン福岡にレンタル移籍していた武田英二郎を、浦和から坪井慶介を、ボタフォゴからアンドレ・バイアを、東京Vから金鐘必を、柏から2シーズンぶりの復帰となる高山薫を完全移籍で、ミラソルFCからアリソンを、浦和から山田直輝を、川崎から可児壮隆をレンタル移籍で獲得。レンタル移籍だった藤田征也が完全移籍に移行、レンタル移籍中の岡田翔平の移籍期間が延長、岡崎亮平が新加入した。
シーズン開幕直前の2月18日にはボタフォゴFRからブルーノ・セザルが完全移籍で加入し、6月21日に契約満了で退団した。また、6月19日には岡崎が熊本へ期限付き移籍し、7月17日にはNKズビエズダから伊藤剛を完全移籍で獲得。8月3日には岡田が鳥栖に復帰し、7日には練習生から澤田篤樹が、21日にはSCインテルナシオナルからアモリンが新加入。9月9日には白井が愛媛FCへ期限付き移籍したが、18日にはキリノを呼び戻し、外国人枠の関係でアモリンは登録抹消された。
8月に行われた東アジアカップ2015では遠藤航が日本代表として出場した。年齢制限のない日本代表選手を輩出したのは98年の小島、中田、呂比須以来17年ぶり。名前が湘南ベルマーレとなってからは初めてである。
シーズンは鹿島から20年ぶり、名古屋から16年ぶり、柏から17年ぶりに勝利するなど勝負強さを発揮し、最終成績8位で湘南ベルマーレとなってから史上初のJ1残留を決めた。曺の手腕は高く評価され、シーズンオフには曺の故郷のクラブである京都への監督就任の可能性が高まったが、最終的には湘南ベルマーレとの契約を更新した。
同年のシーズン開始に合わせてテレビ神奈川（tvk）で「Spirit ベルマーレTV」の放映が開始され、テレビでの広報体制が強化された。

#### 2016年
クラブスローガン ：「挑越 湘南EXPRESSは、2016年も走り続けます」
曺体制5年目。
遠藤航（浦和）、永木亮太（鹿島）、秋元陽太（FC東京）、古林将太（名古屋）、李昊乗（Kリーグ・全南）、水戸にレンタル移籍していた岩尾憲（徳島）が完全移籍、広瀬健太（栃木）、福島にレンタル移籍していた安東輝（金沢）、水戸にレンタル移籍していた宮市剛（鳥取）がレンタル移籍、白井康介（愛媛）、梶川諒太（長崎）、亀川諒史（福岡）がレンタル移籍先へ完全移籍、前田尚輝、福岡将太（福島）のレンタル移籍期間が延長、可児壮隆（川崎へ復帰→金沢へレンタル移籍）がレンタル移籍期間満了、澤田篤樹、アリソン、アモリンが退団した。
補強面では、横浜FMから奈良輪雄太、端戸仁を、松本から村山智彦を、甲府から下田北斗を完全移籍で、千葉からパウリーニョを、浦和から岡本拓也をレンタル移籍で獲得、山田直輝のレンタル移籍期間が延長、岡崎亮平、田村翔太がレンタル移籍先から復帰、神谷優太、山根視来が新加入した。
3月11日にはパク・テファンが新加入、29日には長谷川アーリアジャスールが完全移籍で加入した。また、6月20日にはパウリーニョが千葉へ復帰したものの、23日にはブリーラム・ユナイテッドからウェズレーが期限付き移籍で加入した。また、7月10日には岡本知剛が鳥栖から期限付き移籍で加入した後、15日にはキリノが大分へ期限付き移籍するも、8月5日にはジネイが鹿島より完全移籍で加入した。
10月22日のJ1 2ndステージ第15節の大宮戦で敗れ、年間順位で16位以下が確定、4度目のJ2降格が決定した。

### 2017年 （J2）

#### 2017年
クラブスローガン ：「共走」
曺体制6年目。この年はベルマーレ平塚時代にメインスポンサーであったフジタが18年ぶりにユニフォームスポンサーに復帰した。
金鐘必（徳島）、三竿雄斗（鹿島）、菊池大介（浦和）、大竹洋平（岡山）、村山智彦（松本）、大槻周平（神戸）、長谷川アーリアジャスール（大宮）、福島へレンタル移籍をしていた福岡将太（栃木SC）が完全移籍、梶川裕嗣（徳島）がレンタル移籍、岡本知剛（鳥栖に復帰→松本へ完全移籍）、ウェズレー（タイ・ブリーラム・ユナイテッドFCへ復帰→Kリーグ・仁川へ移籍）がレンタル移籍期間満了、大分へレンタル移籍していたキリノが退団した。
補強面では、愛媛から表原玄太を、名古屋から野田隆之介を、FC東京から2シーズンぶりの復帰となる秋元陽太を完全移籍で、柏から秋野央樹をレンタル移籍で獲得、安東輝、宮市剛がレンタル移籍先から復帰、石原広教がユースから昇格、後藤雅明、杉岡大暉が新加入した。
シーズン中には、伊藤剛が福島、宮市剛がJFL・滋賀へ育成型レンタル移籍、シキーニョが期限付き移籍契約解除（その後大分へレンタル移籍）となったが、大宮からドラガン・ムルジャを完全移籍で、名古屋から高橋諒をレンタル移籍で獲得した。
第39節、10月28日開催だった2位福岡が東京V戦で引き分けたため、湘南の2位以上が確定しJ1昇格が決定。翌日行われた岡山戦で湘南が引き分けたため3年ぶり2回目のJ2優勝が決定した。

### 2018年 - （J1）

#### 2018年
クラブスローガン ：「ALIVE」
曺体制7年目。
坪井慶介（山口）、安東輝（松本）、武田英二郎（横浜FC）、広瀬健太（新潟）、下田北斗（川崎）、藤田祥史（秋田）、ジネイ（甲府）、タンドウ・ベラピ（Aリーグ・ウェリントン・フェニックスFC）、ドラガン・ムルジャ（スロベニア・NKオリンピア・リュブリャナ）が完全移籍で退団し、神谷優太（愛媛）、奈良輪雄太（東京V）、JFL・V大分へ期限付き移籍していたパク・テファン（韓国ナショナルリーグ・天安市庁FC）、JFL・滋賀へ期限付き移籍していた宮市剛（盛岡）が他クラブに期限付き移籍し、山田直輝（浦和に復帰）がレンタル移籍期間満了、レンタル移籍の伊藤剛、田村翔太（福島）、梶川裕嗣（徳島）がレンタル移籍先へ完全移籍した。また和田響稀（福島）、呂薛安（盛岡）がユースから昇格し即期限付き移籍した。
補強面では、新潟から5シーズンぶりに復帰の大野和成を、山形から富居大樹を、浦和から梅崎司を、広島からミキッチを、セルビア・パルチザン・ベオグラードから元セルビア代表のアレン・ステバノヴィッチを完全移籍で、柏から小林祐介を、Kリーグ2・釜山から韓国代表のイ・ジョンヒョプをレンタル移籍で獲得、高橋諒が完全移籍に移行、真田幸太がユースから昇格、新井光、松田天馬、山口和樹、坂圭祐、鈴木国友、金子大毅が新加入した。
7月2日には徳島から山崎凌吾を完全移籍で、8日には神戸から小川慶治朗を期限付き移籍で獲得した。8月20日には表原玄太が徳島へ期限付き移籍、9月10日にはステバノヴィッチが退団した。
2018年4月、当時湘南ベルマーレの筆頭株主だった三栄建築設計がRIZAPグループと共同で「株式会社メルディアRIZAP湘南スポーツパートナーズ」を設立。この新設会社が湘南ベルマーレ株式の50%を取得した。同時にRIZAPグループは湘南ベルマーレに対して取締役7名を派遣し、本格的にクラブ運営に関与することになった。RIZAPグループはベルマーレに対し今後3年間で10億円を投資する意向である。
リーグ戦では、開幕戦こそ勝利したものの、その後8試合で1勝3分4敗と低迷、第10節からシーズン初の連勝を挙げたが直後に3連敗し、ワールドカップによるリーグ戦中断前の第15節終了時には暫定12位となる。再開後は11位から14位の間を推移し、最終節直前の時点では14位、最終節の結果次第で16位に陥落しJ1参入プレーオフに進出する可能性は残っていたものの、最終節では名古屋相手に2点を先制したもののその後2PKを与え結局引き分け、10勝11分13敗、鳥栖と勝点得失点差で並ぶも総得点で上回り13位でシーズンを終えた。
YBCルヴァンカップでは、グループDで第5節まで3位にいたが、最終節で2位長崎に勝利し、3勝1分2敗で逆転で2位となり決勝トーナメントに進出、1回戦で仙台に初戦ホームで3-0と快勝したが2戦目アウェーは1-3で敗れたものの計4-3で準々決勝進出、C大阪に初戦ホーム3-0、2戦目アウェー2-2で準決勝に進出、柏には初戦アウェー1-1、2戦目ホームも90分では1-1で延長となり、延長でともに1点を追加し2-2となったためPK戦に突入、5-4で勝利し初の決勝進出となる。決勝では、横浜FMと対戦し、36分に杉岡大暉のミドルシュートで先制した1点を守り切り、湘南ベルマーレとなってからは初、ベルマーレ平塚時代の第74回天皇杯で優勝して以来の3大タイトル獲得となった。
天皇杯では、4回戦で川崎に敗れた。

#### 2019年
クラブスローガン ：「Acceleration -加速-」
曺体制8年目。
ミキッチ、島村毅が引退し、石川俊輝、高山薫など7人が完全移籍で退団、後藤雅明、端戸仁など5人が期限付き移籍し、期限付き移籍していた3人が所属元に戻り、アンドレ・バイア、パク・テファンが退団した。一方で、高卒・大卒選手（大橋祐紀、福島隼斗、鈴木冬一）とユースから昇格の柴田壮介が新加入、J1の実績がある指宿洋史とフレイレ、松原修平や小野田将人といった若い選手を下位クラブから獲得、また、武富孝介や中川寛斗、古林将太といったかつて在籍した選手が復帰した。一方で、ブラジル人選手としてはレレウとデュマスを獲得したが、出場機会に恵まれず前者はシーズン途中で水戸へ期限付き移籍し、デュマスもシーズン途中で退団した。また、期限付き移籍していた岡本拓也と秋野央樹は完全移籍に移行したが、秋野はシーズン途中で長崎へ、さらに、鈴木国友は鳥取へそれぞれ期限付き移籍したが、7月5日にはトカチ（レバークーゼンU19）が、10日には澤田恒（K.Offenbach）がそれぞれ新加入した。また、7月8日には毛利駿也（金沢）が完全移籍で加入し、17日にはクリスラン（SCブラガ、2017年に仙台、18年に清水でプレー）が、24日には2015～2017年にも期限付き移籍でプレーしていた山田直輝が期限付き移籍で加入した。
序盤は好調を維持したものの、監督の曺貴裁がクラブ内でコーチングスタッフや選手へのパワーハラスメントを行っていたと報道され、進退問題が浮上。曺が活動を自粛し、コーチの高橋健二が暫定的に指揮を執ることになった。その後Jリーグも調査を行った結果、曺のパワハラ行為が認定され、Jリーグからけん責と公式戦5試合の出場資格停止処分が下される。これを受けて曺は監督を退任、後任にU-18監督の浮嶋敏が監督に就任した。
長年チームを率いた曺の活動自粛と監督交代の影響もあり、順位を徐々に落とし、最終的に年間順位16位となって、J1参入プレーオフでJ2の4位から勝ち上がってきた徳島ヴォルティスと対戦。試合は1-1の引き分けで終わったが、規定により初めて2年連続のJ1残留を決めた。

#### 2020年
クラブスローガン ：「PROGRESSION -前進-」
浮嶋体制2年目。シーズン序盤から下位に低迷し、第1節（13位）と第6節（15位）を除きシーズンを通じて仙台・横浜FCと共に16位以下に低迷。シーズン総得点29は16番目の仙台・大分からも7点離されるほどの得点力不足に悩まされた結果、6勝9分18敗の勝ち点27で最下位（18位）に終わる。しかし、新型コロナウィルス感染症の影響でレギュレーションが変更となり、J1からの降格がなくなったためJ1残留となった。

#### 2021年
クラブスローガン ：「One Bellmare -一-」
浮嶋体制3年目。序盤5試合は3-1で勝った仙台戦以外は敗れて1勝4敗だったが、そこから8戦無敗と降格圏から脱出。6月27日からの柏戦から5連敗を喫し再び17位に沈み、8月29日の浦和戦を最後に浮島が退任。山口智がコーチから昇格した。その後山口に代わっても浦和戦から6戦勝ちなしと三度17位に沈んだが鳥栖に引き分けて16位に浮上し横浜FCとの直接対決も勝利し15位浮上。谷晃生がG大阪からのレンタル移籍であるので、Jリーグの規定で出場出来なかった最終節も引き分け。終始しぶとく勝ち点を拾い敗れても2点差以内にとどめて勝ち点で徳島に並ばれても得失点差で上回り、残留争いを制した。その一方でリーグ最多でもある16引き分けはJ2を戦った2002年と並んでチーム史上最多タイとなり、20チーム中唯一連勝がなかった。

#### 2022年
クラブスローガン ：「BELIEVE -新湘南へ-」
山口体制2年目。最初の14試合で1勝4分け8敗と最下位に沈んでいたが、アンドレス・イニエスタ擁する神戸とベストイレブンにも選ばれたジェジエウと谷口彰悟を大怪我と出場停止で失った川崎に勝ち最下位脱出。2年ぶりに連勝するとC大阪戦後は6戦負けなしで12位に浮上。9月3日にはレモンガススタジアムでも川崎に勝ちクラブ史上初めて川崎との神奈川ダービー連勝。最後は僅か2敗にとどめて12位でフィニッシュ。クラブ名が「湘南ベルマーレ」に変わってからは2ステージ制に当たる2015年の8位に次ぐ好成績だった。町野修斗が日本人最多となる13ゴールを挙げた実績を買われ、1998年に開催されたフランスワールドカップで中田英寿、小島伸幸、洪明甫、呂比須ワグナーが選ばれて以来6大会ぶりにクラブからワールドカップメンバーが選出された。

#### 2023年
クラブスローガン ：「BELIEVE -road to the future-」

#### 2024年
クラブスローガン ：「一戦必湘 -勝利を掴め、俺たちらしく。-」

#### 2025年
クラブスローガン ：「一戦必湘」

## 通算得点ランキング
| 順位 | 選手名         | 得点数 |
| 1    | 坂本紘司       | 57     |
| 2    | ベッチーニョ   | 56     |
| 3    | 野口幸司       | 53     |
| 4    | アジエル       | 48     |
| 5    | 高田保則       | 43     |
| 6    | 石原直樹       | 41     |
| 7    | 呂比須ワグナー | 36     |
| 8    | 加藤望         | 30     |
| 9    | 栗原圭介       | 29     |
| 10   | 柿本倫明       | 28     |
| 11   | 高山薫         | 25     |
| 12   | 阿部吉朗       | 25     |
| 13   | 菊池大介       | 23     |
| 14   | 中村祐也       | 23     |
| 15   | ウェリントン   | 23     |
| 16   | 遠藤航         | 23     |
| 17   | 田原豊         | 21     |
| 18   | 永木亮太       | 18     |
| 19   | アウミール     | 17     |
| 20   | 原竜太         | 17     |

※出典：Jリーグ・JFL・日本代表・ブンデスリーガのデータベース。2015年8月末時点
(Jリーグ・J1およびJ2のみ。Jリーグカップ、天皇杯全日本サッカー選手権大会、FUJI XEROX SUPER CUP、アジアカップウィナーズカップ等は含まない)

## タイトル・表彰

### 国内タイトル
- J2リーグ：2回
  - 2014, 2017
- Jリーグカップ：1回
  - 2018
- 天皇杯 JFA 全日本サッカー選手権大会：1回
  - 1994

### 国際タイトル
- アジアカップウィナーズカップ：1回
  - 1995

### 表彰
- AFC
  - アジア月間最優秀監督
    - 1995年12月 - 植木繁晴
- J1リーグ
  - ベストイレブン
    - 1994年 - 名塚善寛, ベッチーニョ
    - 1997年 - 中田英寿

  - ベストヤングプレーヤー賞
    - 1994年 - 田坂和昭

  - 功労選手賞
    - 1998年 - 都並敏史
    - 2022年 - 石原直樹

  - 月間ベストゴール
    - 2020年11月 - 齊藤未月

  - 最優秀ゴール賞
    - 2020年 - 齊藤未月

  - フェアプレー賞
    - 2020年

  - 最優秀育成クラブ賞
    - 2021年

  - 月間優秀監督賞
    - 2022年6月、2023年10月、2024年7月、2024年10月 - 山口智

  - 月間MVP
    - 2023年10月 - 富居大樹
    - 2024年7月 - ルキアン

  - 月間ヤングプレーヤー賞
    - 2024年2・3月度、2024年9月 - 鈴木章斗
    - 2024年10月 - 鈴木淳之介

  - 月間ベストセーブ賞
    - 2025年7月 - ポープ・ウィリアム
- J2リーグ
  - フェアプレー賞
    - 2014年

  - 優秀監督賞
    - 2017年 - 曺貴裁

  - 功労選手賞
    - 2008年 - 名良橋晃
    - 2009年 - 加藤望

  - ベストピッチ賞
    - 2006年 - 平塚競技場

  - 月間MVP
    - 2014年3月 - 永木亮太
    - 2014年4月 - 遠藤航
    - 2017年6月 - 秋元陽太
- Jリーグカップ
  - 最優秀選手賞
    - 2018年 - 杉岡大暉

## ユニフォーム

### クラブカラー
- ライトグリーン[1]、    ブルー[1]、    ホワイト[1]

### ユニフォームデザイン
- 1997年にJリーグクラブで初めて、背番号の下に背ネームを採用。1997年 - 1999年及び2002年 - 2004年に採用された。
- 2000年までライトグリーンを基調。2001年よりブルー基調に変更したが、2010年よりライトグリーンを基調とするデザインに再度変更している。
- ライトグリーンは親会社であったフジタのイメージカラーであるが、1994年のJリーグ加盟時にJリーグ側から青からの変更依頼があったためライトグリーンを全面に押し出した。
- 2013年から付いた左胸のエンブレム上の星（★）は第74回天皇杯全日本サッカー選手権大会（1994年）およびアジアカップウィナーズカップ1995-96の優勝を表している[23]。2015年からはJ2優勝（2014年）、2018年からはJ2優勝（2017年）、2019年からはルヴァンカップ優勝（2018年）を表す星がそれぞれつけられた（それに伴い、J2優勝を表す星2つは右袖に移動）。
- 2019年よりエンブレムの下に、クラブのスローガンである「たのしめてるか。」を配置した[24]。

### ユニフォームスポンサー
| 掲出箇所   | スポンサー名         | 表記            | 掲出年       | 備考 |
| 胸         | フジタ               | FUjiTA          | 2025年 -     | 1996年-1998年、 2017年-2024年は袖 |
| 鎖骨       | アマダ               | AMADA           | 2025年 -     | 左側に表記 |
| 鎖骨       | RIZAPグループ        | RIZAP           | 2018年10月 - | 右側に表記 |
| 背中上部   | 学校法人産業能率大学 | 産業能率大学    | 2010年 -     | 2004年途中 - 2009年は胸 2004年途中 - 2006年は「SANNO 産能大」表記 2007年 - 2009年は「SANNO 産業能率大学」表記                                                                   |
| 背中下部   | なし                 | -               | -            | |
| 袖         | マッケンジーハウス   | Mackenzie House | 2025年 -     | 2021年9月-同年12月はパンツ全面 2022年-2024年は背中下部 |
| パンツ前面 | 日本端子             | NT 日本端子     | 2024年 -     | 2012年10月 - 12月は胸 2016年 - 2021年は背中下部 2021年11月 - 2023年は鎖骨左側 2012年10月 - 同年12月は「日本端子 Nippon Tanshi Co., Ltd.」表記 2022年 - 2023年は「日本端子」表記 |
| パンツ背面 | なし                 | -               | -            | |

### ユニフォームサプライヤーの遍歴
- 1992年 - 1993年（Jリーグ準会員）：アシックス、93年天皇杯のみベーシック（フェニックス）
- 1994年 - 1996年：リーグ戦はミズノ、カップ戦はベーシック（フェニックス）
- 1997年 - 1998年：リーグ戦はミズノ、カップ戦はカッパ（フェニックス）
- 1999年 - 2002年：カッパ・スポーツ（フェニックス）
- 2003年 - 2004年：プーマ
- 2005年 - 2006年：PIKO（製作：2005年はエレア・ジャポネスポーツ、2006年はエーライン・ジャポネスポーツ）
- 2007年 - 2011年：エーライン（エーライン・ジャポネスポーツ / カレッジリーグ）
- 2012年 - 現在：ペナルティ

### 歴代ユニフォーム
| FP 1st      |             |             |             |             |
| 1994 - 1996 | 1997 - 1998 | 1999 - 2000 | 2001 - 2002 | 2003 - 2004 |
| 2005 - 2006 | 2007        | 2008        | 2009        | 2010        |
| 2011        | 2012        | 2013        | 2014        | 2015        |
| 2016        | 2017        | 2018        | 2019        | 2020        |
| 2021        | 2022        | 2023        | 2024        | 2025 -      |
|             |             |             |             |             |

| FP 2nd      |             |             |             |             |
| 1994 - 1996 | 1997 - 1998 | 1999 - 2000 | 2001 - 2002 | 2003 - 2004 |
| 2005 - 2006 | 2007        | 2008        | 2009        | 2010        |
| 2011        | 2012        | 2013        | 2014        | 2015        |
| 2016        | 2017        | 2018        | 2019        | 2020        |
| 2021        | 2022        | 2023        | 2024        | 2025 -      |
|             |             |             |             |             |

| FP Other                       |                 |                   |                 |                 |
| 2009 · 七夕記念                | 2010 · 七夕記念 | 2011 · 七夕記念   | 2012 · 七夕記念 | 2013 · 七夕記念 |
| 2014 · 七夕記念                | 2015 · 七夕記念 | 2016 · 七夕記念   | 2017 · 七夕記念 | 2018 · 七夕記念 |
| 2018 · クラブ創立 · 50周年記念 | 2019 · 七夕記念 | 2020 · 七夕記念   | 2021 · 七夕記念 | 2022 · ひまわり |
| 2023 3rd                       | 2023 · 七夕記念 | 2023 · 30周年記念 | 2024 · 七夕記念 |                 |
|                                |                 |                   |                 |                 |

### 歴代ユニフォームスポンサー表記
| 年度 | 箇所                                 | 箇所            | 箇所      | 箇所             | 箇所            | 箇所                    | 箇所                | 箇所       | サプライヤー   |
| 年度 | 胸                                   | 鎖骨左          | 鎖骨右    | 背中上部         | 背中下部        | 袖                      | パンツ前面          | パンツ背面 | サプライヤー   |
| 1994 | DDI                                  | 解禁前          | 解禁前    | HOYA VISION CARE | 解禁前          | Tohato                  | -                   | 解禁前     | Mizuno / Basic |
| 1995 | DDI                                  | 解禁前          | 解禁前    | HOYA             | 解禁前          | Tohato                  | -                   | 解禁前     | Mizuno / Basic |
| 1996 | DDI                                  | 解禁前          | 解禁前    | HOYA             | 解禁前          | FUjiTA                  | -                   | 解禁前     | Mizuno / Basic |
| 1997 | DDI                                  | 解禁前          | 解禁前    | HOYA             | 解禁前          | FUjiTA                  | -                   | 解禁前     | Mizuno / Kappa |
| 1998 | DDI                                  | 解禁前          | 解禁前    | HOYA             | 解禁前          | FUjiTA                  | -                   | 解禁前     | Mizuno / Kappa |
| 1999 | DDI                                  | 解禁前          | 解禁前    | - / cdmaOne      | 解禁前          | - / DDI POCKET          | -                   | 解禁前     | Kappa          |
| 2000 | DDI / KDDI                           | 解禁前          | 解禁前    | nakata.net       | 解禁前          | - / Bloomberg           | -                   | 解禁前     | Kappa          |
| 2001 | Bloomberg                            | 解禁前          | 解禁前    | nakata.net       | 解禁前          | Rhythmedia              | -                   | 解禁前     | Kappa          |
| 2002 | Rmt Rhythmedia Tribe                 | 解禁前          | 解禁前    | -                | 解禁前          | a avex group            | -                   | 解禁前     | Kappa          |
| 2003 | Rmt Rhythmedia Tribe                 | 解禁前          | 解禁前    | - / Regain       | 解禁前          | a avex group            | - / Regain          | 解禁前     | PUMA           |
| 2004 | Rmt Rhythmedia Tribe / SANNO 産能大  | 解禁前          | 解禁前    | Regain / SANKYO  | 解禁前          | avex group / A APTHOME  | SANKYO              | 解禁前     | PUMA           |
| 2005 | SANNO 産能大                         | 解禁前          | 解禁前    | SANKYO           | 解禁前          | A APTHOME               | SANKYO              | 解禁前     | PIKO           |
| 2006 | SANNO 産能大                         | 解禁前          | 解禁前    | - / グッドウィル | 解禁前          | A APTHOME               | Daiichi-Sankyo      | 解禁前     | PIKO           |
| 2007 | SANNO 産業能率大学                   | 解禁前          | 解禁前    | グッドウィル     | 解禁前          | A APTHOME               | Daiichi-Sankyo      | 解禁前     | A-LINE         |
| 2008 | SANNO 産業能率大学                   | 解禁前          | 解禁前    | -                | 解禁前          | A APTHOME / -           | Daiichi-Sankyo      | 解禁前     | A-LINE         |
| 2009 | SANNO 産業能率大学                   | 解禁前          | 解禁前    | - / クリック証券 | 解禁前          | -                       | Daiichi-Sankyo      | 解禁前     | A-LINE         |
| 2010 | La PARLER / I Net Rely CORPORATION   | 解禁前          | 解禁前    | 産業能率大学     | 解禁前          | ジーコム NOVA           | シノケン            | 解禁前     | A-LINE         |
| 2011 | -                                    | 解禁前          | 解禁前    | 産業能率大学     | 解禁前          | -                       | -                   | 解禁前     | A-LINE         |
| 2012 | - / 日本端子 Nippon Tanshi Co., Ltd. | 解禁前          | 解禁前    | 産業能率大学     | 解禁前          | CHECKER MOTORS WILLPLUS | - / TRUST TECH      | 解禁前     | PENALTY        |
| 2013 | - / TRI TERASU                       | 解禁前          | 解禁前    | 産業能率大学     | 解禁前          | CHECKER MOTORS WILLPLUS | - / START           | 解禁前     | PENALTY        |
| 2014 | TRI TERASU                           | 解禁前          | 解禁前    | 産業能率大学     | 解禁前          | CHECKER MOTORS WILLPLUS | YOKOHAMA            | 解禁前     | PENALTY        |
| 2015 | ENERES                               | 解禁前          | 解禁前    | 産業能率大学     | 解禁前          | TRI TERASU              | YOKOHAMA            | 解禁前     | PENALTY        |
| 2016 | 三栄建築設計                         | 解禁前          | 解禁前    | 産業能率大学     | 日本端子        | TRI TERASU              | YOKOHAMA            | 解禁前     | PENALTY        |
| 2017 | MELDIA 三栄建築設計                  | 解禁前          | 解禁前    | 産業能率大学     | 日本端子        | FUjiTA                  | YOKOHAMA            | 解禁前     | PENALTY        |
| 2018 | MELDIA 三栄建築設計                  | 新興和製薬      | - / RIZAP | 産業能率大学     | NT 日本端子     | FUjiTA                  | YOKOHAMA            | 解禁前     | PENALTY        |
| 2019 | MELDIA 三栄建築設計                  | - / Λnritsu     | RIZAP     | 産業能率大学     | NT 日本端子     | FUjiTA                  | -                   | 解禁前     | PENALTY        |
| 2020 | MELDIA 三栄建築設計                  | -               | RIZAP     | 産業能率大学     | NT 日本端子     | FUjiTA                  | - / HNK 東日本急行  | -          | PENALTY        |
| 2021 | MELDIA 三栄建築設計                  | - / NT 日本端子 | RIZAP     | 産業能率大学     | NT 日本端子     | FUjiTA                  | - / Mackenzie House | -          | PENALTY        |
| 2022 | MELDIA                               | 日本端子        | RIZAP     | 産業能率大学     | Mackenzie House | FUjiTA                  | - / RiPTУ           | - / INOAC  | PENALTY        |
| 2023 | RiPTУ                                | 日本端子        | RIZAP     | 産業能率大学     | Mackenzie House | FUjiTA                  | -                   | -          | PENALTY        |
| 2024 | MELDIA                               | RiPTУ           | RIZAP     | 産業能率大学     | Mackenzie House | FUjiTA                  | NT 日本端子         | -          | PENALTY        |
| 2025 | FUjiTA                               | AMADA           | RIZAP     | 産業能率大学     | -               | Mackenzie House         | NT 日本端子         | -          | PENALTY        |

### 特殊ユニフォーム
- アジアカップ戦用ユニフォーム

アジアでのカップ戦では、胸がHOYAの物、リーグ戦と同様にDDIの物などいくつか種類がある。基本はベーシック製のカップ戦ユニフォームと同じデザイン（ただし袖にスポンサーはなく、背も個人名が入っている）。また1995年の中国遠征時及びプレシーズンマッチとして行われた湘南ローズカップ用として、胸スポンサーがFujitaになっている物も存在する。アジアスーパーカップでは、胸にDDI、袖に日の丸がついたユニフォームを着用した。
- レジェンド・オブ・ベルマーレ

2003年、ベルマーレの誕生10周年を境に、100試合以上（9,000分以上）出場し、クラブの発展に貢献した選手を「レジェンド・オブ・ベルマーレ」と称し表彰。受賞者には在籍当時に付けていた背番号と名前をゴールドでプリントした、表彰したシーズンのホームモデルユニフォームが贈られる。
しかし、正式な受賞者は2003年のベッチーニョのみ。同じく2003年に呂比須ワグナーが規定出場時間には届かないが、1998 FIFAワールドカップの出場に貢献したなどの特例を受けて受賞した。
- ジュニアユース全国大会用ユニフォーム

2006年よりジュニアユースチームが公式戦の決勝トーナメントなど、特別な試合でのみ着用するユニフォームが存在する。ベルマーレOBの中田英寿が2004年にベルマーレから依頼された物で、デザインを中田が監修、ウェア自体も彼がチームにプレゼントしている。
これは、ジュニアユースの子供達に物を大切にして欲しい、そうした気持ちも育てていかなければならないと感じたジュニアユースコーチ達が、大学ラグビーの正選手のみに渡されるユニフォームにヒントを得て、「憧れの選手のデザインした物ならば、愛着が生まれ、大切に使うのでは」と思い立ち、中田にオファーした物。
- 七夕記念ユニフォーム

2007年：湘南ひらつか七夕まつりの盛り上げとホームタウンの結びつきを強める狙いで7月7日の試合においてのみ使用された。1試合のみ着用されるユニフォームはジュビロ磐田の10周年記念ユニフォームに続き2例目で、登録上は両方ともサードシャツ扱いとなっている。
2009年：エーラインが七夕マンスリーと題して企画。一般販売用は追加販売や、その後に受注生産もかかるなど好調な売上を記録した。
2011年：東日本大震災の復興を祈願した「復興祈願七夕 2011オーセンティックユニフォーム」として企画した。
2020年：地域の活気を取り戻すこと及び医療現場の最前線で戦っている人々に感謝を表す「MAKE IT BLUE」キャンペーンの日本実行委員会の活動に賛同し、「2020七夕・MAKE IT BLUE記念ユニフォーム」として企画した。
2021年：新しいライフスタイルの在り方を考えるきっかけにしてもらいたいとの思いから、「2021七夕・One Health記念ユニフォーム」として企画した。
2022年：ロシアの侵攻を受けているウクライナへの支援を目的とした「ひまわりプロジェクト」の第2弾として「ひまわりユニフォーム」として企画した。
| 年度 | 月日     | 時期        | 対戦相手 | スコア | ユニフォームの特徴 |
| 2007 | 7月7日   | J2第26節    | 福岡     | 0-2●   | ベルマーレのクラブカラーと笹の色であるライトグリーンと、夜空の黒を配色。 デザインは2007年ホームモデルと同様だが、ホームモデルとはライトグリーン配色が反転している。 |
| 2008 | 7月5日   | J2第24節    | 水戸     | 0-1●   | 夜空の黒を配色、ホームモデルとライトグリーンが反転している。 笹のライトグリーンを前面に押し出すモデル。 |
| 2009 | 7月9日   | J2第26節    | 甲府     | 2-1○   | FPは、夜空をイメージした黒をメインにステッチに星を表す金色を配色。 GKは、七夕の笹を表したライトグリーンをメインにステッチに星を表す金色を配色。 |
| 2009 | 7月19日  | J2第28節    | 福岡     | 2-3●   | FPは、夜空をイメージした黒をメインにステッチに星を表す金色を配色。 GKは、七夕の笹を表したライトグリーンをメインにステッチに星を表す金色を配色。 |
| 2010 | 8月1日   | J1第16節    | 清水     | 3-6●   | 1994年のJリーグ昇格当時のデザインを復刻。 FPのメインカラーは黒で、ライトグリーンが首と袖周りに配色されている。 GKはライトグリーンを使用、FPと配色が対となる。 |
| 2010 | 8月18日  | J1第19節    | 京都     | 2-2△   | 1994年のJリーグ昇格当時のデザインを復刻。 FPのメインカラーは黒で、ライトグリーンが首と袖周りに配色されている。 GKはライトグリーンを使用、FPと配色が対となる。 |
| 2010 | 8月21日  | J1第20節    | 浦和     | 1-4●   | 1994年のJリーグ昇格当時のデザインを復刻。 FPのメインカラーは黒で、ライトグリーンが首と袖周りに配色されている。 GKはライトグリーンを使用、FPと配色が対となる。 |
| 2011 | 7月2日   | J2第19節    | 東京V    | 1-3●   | FPは夜空と力強さをイメージした黒。 GKは天の川をイメージしたサックスブルー。 両ユニフォーム共に前後両面にゴールドの十字ラインを配している。 |
| 2011 | 7月17日  | J2第21節    | 千葉     | 2-0○   | FPは夜空と力強さをイメージした黒。 GKは天の川をイメージしたサックスブルー。 両ユニフォーム共に前後両面にゴールドの十字ラインを配している。 |
| 2011 | 7月31日  | J2第23節    | 熊本     | 1-0○   | FPは夜空と力強さをイメージした黒。 GKは天の川をイメージしたサックスブルー。 両ユニフォーム共に前後両面にゴールドの十字ラインを配している。 |
| 2012 | 7月1日   | J2第22節    | 松本     | 1-1△   | ユニフォーム全面に星がグラデーションで入り、さらに肩口、パンツサイドのPENALTYマークにも星マークがドット。 FPは夜空をイメージした黒。GKは七夕の笹を表したライトグリーン。 |
| 2012 | 7月22日  | J2第25節    | 山形     | 0-0△   | ユニフォーム全面に星がグラデーションで入り、さらに肩口、パンツサイドのPENALTYマークにも星マークがドット。 FPは夜空をイメージした黒。GKは七夕の笹を表したライトグリーン。 |
| 2012 | 7月29日  | J2第26節    | 北九州   | 1-0○   | ユニフォーム全面に星がグラデーションで入り、さらに肩口、パンツサイドのPENALTYマークにも星マークがドット。 FPは夜空をイメージした黒。GKは七夕の笹を表したライトグリーン。 |
| 2013 | 7月6日   | J1第14節    | 仙台     | 0-0△   | デザインコンセプトは、ユニフォーム全面に表現された「天の川」。 今までにない大胆なデザインで、クラブ20周年記念の七夕記念ユニフォーム。 FPは青がベース。GKはピンクがベース。 両ユニフォーム共に左袖部分がグリーンとなっている。 |
| 2013 | 7月10日  | J1第15節    | 柏       | 1-2●   | デザインコンセプトは、ユニフォーム全面に表現された「天の川」。 今までにない大胆なデザインで、クラブ20周年記念の七夕記念ユニフォーム。 FPは青がベース。GKはピンクがベース。 両ユニフォーム共に左袖部分がグリーンとなっている。 |
| 2013 | 7月17日  | J1第17節    | 新潟     | 0-2●   | デザインコンセプトは、ユニフォーム全面に表現された「天の川」。 今までにない大胆なデザインで、クラブ20周年記念の七夕記念ユニフォーム。 FPは青がベース。GKはピンクがベース。 両ユニフォーム共に左袖部分がグリーンとなっている。 |
| 2014 | 7月5日   | J2第21節    | 群馬     | 0-1○   | FPには夜空を彩る星（勝ち星）をイメージしたフラッシュイエローをシャツ、パンツ、ソックスに採用、 七夕飾りの吹流しをグリーンの差し色で表現した。 GKは天の川をイメージしたパープルを濃淡グラデーションで表現。 |
| 2014 | 7月20日  | J2第22節    | 熊本     | 2-1○   | FPには夜空を彩る星（勝ち星）をイメージしたフラッシュイエローをシャツ、パンツ、ソックスに採用、 七夕飾りの吹流しをグリーンの差し色で表現した。 GKは天の川をイメージしたパープルを濃淡グラデーションで表現。 |
| 2014 | 7月26日  | J2第23節    | 富山     | 2-0○   | FPには夜空を彩る星（勝ち星）をイメージしたフラッシュイエローをシャツ、パンツ、ソックスに採用、 七夕飾りの吹流しをグリーンの差し色で表現した。 GKは天の川をイメージしたパープルを濃淡グラデーションで表現。 |
| 2015 | 7月11日  | J1 2nd第1節 | 名古屋   | 2-1○   | FPは「グリーンギャラクシー」をコンセプトに、 ディープネイビーの宇宙空間で光輝くグリーンの星雲をボディ上部にデザイン。 シャツ全体に配置したグラデーションピンストライプは勝利へと進む、「緑の流星」を表現。 GKのベースカラーはクールグレーをベースに、 シアンブルーからネイビーのグラデーションで夏らしいカラーリングに仕上げた。 |
| 2015 | 7月19日  | J1 2nd第3節 | 甲府     | 0-2●   | FPは「グリーンギャラクシー」をコンセプトに、 ディープネイビーの宇宙空間で光輝くグリーンの星雲をボディ上部にデザイン。 シャツ全体に配置したグラデーションピンストライプは勝利へと進む、「緑の流星」を表現。 GKのベースカラーはクールグレーをベースに、 シアンブルーからネイビーのグラデーションで夏らしいカラーリングに仕上げた。 |
| 2015 | 7月29日  | J1 2nd第5節 | 柏       | 3-0○   | FPは「グリーンギャラクシー」をコンセプトに、 ディープネイビーの宇宙空間で光輝くグリーンの星雲をボディ上部にデザイン。 シャツ全体に配置したグラデーションピンストライプは勝利へと進む、「緑の流星」を表現。 GKのベースカラーはクールグレーをベースに、 シアンブルーからネイビーのグラデーションで夏らしいカラーリングに仕上げた。 |
| 2016 | 7月2日   | J1 2nd第1節 | 横浜FM   | 0-3●   | FKは漆黒の夜空で緑に輝く沢山の星座をボディ全体にデザイン。 クラブエンブレムの近くには七夕伝説の主役である「琴座のベガ=織姫星」と 「わし座のアルタイル=彦星」をフラッシュイエローでプリント。 GKはフラッシュグリーンにブラックを掛け合わせた、七夕らしいカラーリング。 星図は200年前の古星図を基にデザイン。 |
| 2016 | 7月13日  | J1 2nd第3節 | 鳥栖     | 0-2●   | FKは漆黒の夜空で緑に輝く沢山の星座をボディ全体にデザイン。 クラブエンブレムの近くには七夕伝説の主役である「琴座のベガ=織姫星」と 「わし座のアルタイル=彦星」をフラッシュイエローでプリント。 GKはフラッシュグリーンにブラックを掛け合わせた、七夕らしいカラーリング。 星図は200年前の古星図を基にデザイン。 |
| 2016 | 7月30日  | J1 2nd第6節 | 川崎     | 2-3●   | FKは漆黒の夜空で緑に輝く沢山の星座をボディ全体にデザイン。 クラブエンブレムの近くには七夕伝説の主役である「琴座のベガ=織姫星」と 「わし座のアルタイル=彦星」をフラッシュイエローでプリント。 GKはフラッシュグリーンにブラックを掛け合わせた、七夕らしいカラーリング。 星図は200年前の古星図を基にデザイン。 |
| 2017 | 7月1日   | J2第21節    | 名古屋   | 2-1○   | 「幻惑」を意味する「ダズルパターン」を使用。 複雑な幾何学模様の中に七夕にちなんだスターパターンを組み込んだ。 FPは「湘南ブルー」、GKは昨年に引き続き「ベルマーレグリーン」でカラーリング。 |
| 2017 | 7月16日  | J2第23節    | 東京V    | 2-0○   | 「幻惑」を意味する「ダズルパターン」を使用。 複雑な幾何学模様の中に七夕にちなんだスターパターンを組み込んだ。 FPは「湘南ブルー」、GKは昨年に引き続き「ベルマーレグリーン」でカラーリング。 |
| 2017 | 7月29日  | J2第25節    | 徳島     | 2-0○   | 「幻惑」を意味する「ダズルパターン」を使用。 複雑な幾何学模様の中に七夕にちなんだスターパターンを組み込んだ。 FPは「湘南ブルー」、GKは昨年に引き続き「ベルマーレグリーン」でカラーリング。 |
| 2018 | 7月18日  | J1第16節    | 鳥栖     | 1-1△   | デザインコンセプトは「Victory Star/勝利の星」。 天空に向かって上昇する星をスターグラデーションで表現、星が作り出すV字ラインは、Victory（勝利）のVをイメージ。 袖ラインもスターグラデーションでデザイン。 カラーリングはFPはネイビーにベルマーレグリーンの星、GKはフラッシュマゼンタにピンクの星を採用。 |
| 2019 | 6月30日  | J1第17節    | C大阪    | 0-2●   | FPのベースカラーにはサポーターからも人気が高いネイビーを採用し、 七夕にちなんだスタージオメトリーパターン（幾何学模様）を同系色で表現。 GKは前年に続きピンクを採用した。 また最大の特徴として、全てのユニフォームパートナーの理解のもと、 ブランディングの一環としてヨーロッパのトップリーグなど多くのクラブチームが採用している 「パートナーロゴ、背番号・ネーム表記、ホームタウン表記」などをクラブカラーのライトグリーン1色に統一した。 そして背番号、ネームには昇華プリントを採用し、湿度の高い日本の夏に適応して軽量化を図った。 |
| 2019 | 7月14日  | J1第19節    | 神戸     | 3-1○   | FPのベースカラーにはサポーターからも人気が高いネイビーを採用し、 七夕にちなんだスタージオメトリーパターン（幾何学模様）を同系色で表現。 GKは前年に続きピンクを採用した。 また最大の特徴として、全てのユニフォームパートナーの理解のもと、 ブランディングの一環としてヨーロッパのトップリーグなど多くのクラブチームが採用している 「パートナーロゴ、背番号・ネーム表記、ホームタウン表記」などをクラブカラーのライトグリーン1色に統一した。 そして背番号、ネームには昇華プリントを採用し、湿度の高い日本の夏に適応して軽量化を図った。 |
| 2020 | 7月4日   | J1第2節     | 仙台     | 0-1●   | 2020年の湘南ひらつか七夕まつりは新型コロナウイルスの影響により開催中止となったが、 「こんな時こそ地域を明るくしたい」との思いからバンブー柄を使用した。 MAKE IT BLUE JAPAN実行委員会の活動に賛同し、FPは青で、GKはピンクで全身を統一、 シャツ前面裾には「MAKE IT BLUE」のロゴマークが付く。 |
| 2020 | 7月12日  | J1第4節     | 札幌     | 0-0△   | 2020年の湘南ひらつか七夕まつりは新型コロナウイルスの影響により開催中止となったが、 「こんな時こそ地域を明るくしたい」との思いからバンブー柄を使用した。 MAKE IT BLUE JAPAN実行委員会の活動に賛同し、FPは青で、GKはピンクで全身を統一、 シャツ前面裾には「MAKE IT BLUE」のロゴマークが付く。 |
| 2020 | 7月22日  | J1第6節     | 鹿島     | 1-0○   | 2020年の湘南ひらつか七夕まつりは新型コロナウイルスの影響により開催中止となったが、 「こんな時こそ地域を明るくしたい」との思いからバンブー柄を使用した。 MAKE IT BLUE JAPAN実行委員会の活動に賛同し、FPは青で、GKはピンクで全身を統一、 シャツ前面裾には「MAKE IT BLUE」のロゴマークが付く。 |
| 2020 | 12月16日 | J1第33節    | 大分     | 1-2●   | 2020年の湘南ひらつか七夕まつりは新型コロナウイルスの影響により開催中止となったが、 「こんな時こそ地域を明るくしたい」との思いからバンブー柄を使用した。 MAKE IT BLUE JAPAN実行委員会の活動に賛同し、FPは青で、GKはピンクで全身を統一、 シャツ前面裾には「MAKE IT BLUE」のロゴマークが付く。 |
| 2021 | 7月11日  | J1第22節    | FC東京   | 0-1●   | 公益財団法人世界自然保護基金ジャパン（WWFジャパン）とコラボし、 「人と動物、生態系の健康はひとつ」であるという「ワンヘルス」のイメージマークをあしらったデザイン。 クラブ収益の一部をWWFジャパンのワンヘルス推進に取り組む野生生物グループに寄付し、環境保全活動等に役立てることとしている。 |
| 2021 | 8月9日   | J1第23節    | 鹿島     | 1-2●   | 公益財団法人世界自然保護基金ジャパン（WWFジャパン）とコラボし、 「人と動物、生態系の健康はひとつ」であるという「ワンヘルス」のイメージマークをあしらったデザイン。 クラブ収益の一部をWWFジャパンのワンヘルス推進に取り組む野生生物グループに寄付し、環境保全活動等に役立てることとしている。 |
| 2021 | 8月15日  | J1第24節    | 名古屋   | 0-1●   | 公益財団法人世界自然保護基金ジャパン（WWFジャパン）とコラボし、 「人と動物、生態系の健康はひとつ」であるという「ワンヘルス」のイメージマークをあしらったデザイン。 クラブ収益の一部をWWFジャパンのワンヘルス推進に取り組む野生生物グループに寄付し、環境保全活動等に役立てることとしている。 |
| 2021 | 8月21日  | J1第25節    | 清水     | 1-1△   | 公益財団法人世界自然保護基金ジャパン（WWFジャパン）とコラボし、 「人と動物、生態系の健康はひとつ」であるという「ワンヘルス」のイメージマークをあしらったデザイン。 クラブ収益の一部をWWFジャパンのワンヘルス推進に取り組む野生生物グループに寄付し、環境保全活動等に役立てることとしている。 |
| 2021 | 8月29日  | J1第27節    | 浦和     | 0-0△   | 公益財団法人世界自然保護基金ジャパン（WWFジャパン）とコラボし、 「人と動物、生態系の健康はひとつ」であるという「ワンヘルス」のイメージマークをあしらったデザイン。 クラブ収益の一部をWWFジャパンのワンヘルス推進に取り組む野生生物グループに寄付し、環境保全活動等に役立てることとしている。 |
| 2022 | 5月3日   | J1第11節    | 清水     | 1-4●   | 2022年に発生したロシアによるウクライナ侵攻を受け、人道支援の一環として、ウクライナをイメージした黄色と青をカラーに採用。 ウクライナ国花のひまわりをモチーフにした「ひまわりユニフォーム」を着用し、 ユニフォームの収益を全額ウクライナ支援に寄付することとしている。 |
| 2022 | 7月2日   | J1第19節    | 名古屋   | 0-0△   | 2022年に発生したロシアによるウクライナ侵攻を受け、人道支援の一環として、ウクライナをイメージした黄色と青をカラーに採用。 ウクライナ国花のひまわりをモチーフにした「ひまわりユニフォーム」を着用し、 ユニフォームの収益を全額ウクライナ支援に寄付することとしている。 |
| 2022 | 7月6日   | J1第20節    | G大阪    | 1-0○   | 2022年に発生したロシアによるウクライナ侵攻を受け、人道支援の一環として、ウクライナをイメージした黄色と青をカラーに採用。 ウクライナ国花のひまわりをモチーフにした「ひまわりユニフォーム」を着用し、 ユニフォームの収益を全額ウクライナ支援に寄付することとしている。 |
| 2022 | 7月17日  | J1第22節    | 福岡     | 0-0△   | 2022年に発生したロシアによるウクライナ侵攻を受け、人道支援の一環として、ウクライナをイメージした黄色と青をカラーに採用。 ウクライナ国花のひまわりをモチーフにした「ひまわりユニフォーム」を着用し、 ユニフォームの収益を全額ウクライナ支援に寄付することとしている。 |
| 2022 | 8月7日   | J1第24節    | 札幌     | 1-5●   | 2022年に発生したロシアによるウクライナ侵攻を受け、人道支援の一環として、ウクライナをイメージした黄色と青をカラーに採用。 ウクライナ国花のひまわりをモチーフにした「ひまわりユニフォーム」を着用し、 ユニフォームの収益を全額ウクライナ支援に寄付することとしている。 |
| 2022 | 8月21日  | J1第26節    | 鹿島     | 1-1△   | 2022年に発生したロシアによるウクライナ侵攻を受け、人道支援の一環として、ウクライナをイメージした黄色と青をカラーに採用。 ウクライナ国花のひまわりをモチーフにした「ひまわりユニフォーム」を着用し、 ユニフォームの収益を全額ウクライナ支援に寄付することとしている。 |
| 2023 | 5月3日   | J1第11節    | 柏       | 1-2●   | 「SHONAN OCEANBLUE」をカラーリングテーマに掲げ、浅葱色を採用。湘南の海に陽が差し込み美しく映る瞬間をイメージした。 また、シャツ全体に、波に揺れる水面を表現したグラフィックを採用している。 |
| 2023 | 7月8日   | J1第20節    | 柏       | 1-1△   | 「SHONAN OCEANBLUE」をカラーリングテーマに掲げ、浅葱色を採用。湘南の海に陽が差し込み美しく映る瞬間をイメージした。 また、シャツ全体に、波に揺れる水面を表現したグラフィックを採用している。 |
| 2023 | 7月16日  | J1第21節    | 福岡     | 0-1●   | 「SHONAN OCEANBLUE」をカラーリングテーマに掲げ、浅葱色を採用。湘南の海に陽が差し込み美しく映る瞬間をイメージした。 また、シャツ全体に、波に揺れる水面を表現したグラフィックを採用している。 |
| 2023 | 8月5日   | J1第22節    | 広島     | 1-0○   | 「SHONAN OCEANBLUE」をカラーリングテーマに掲げ、浅葱色を採用。湘南の海に陽が差し込み美しく映る瞬間をイメージした。 また、シャツ全体に、波に揺れる水面を表現したグラフィックを採用している。 |
| 2024 | 6月30日  | J1第21節    | 京都     | 0-1●   | 湘南ひらつか七夕まつりを象徴する竹飾りや吹き流し、灯りをデザインに採用。 FPは、七夕の夜空をイメージしたネイビーをベースに、吹き流しをカラフルなグラフィックで表現。 GKは、光り輝く七夕飾りの明るさをイメージしたブライトオレンジを採用した。 |
| 2024 | 7月14日  | J1第23節    | 磐田     | 5-0○   | 湘南ひらつか七夕まつりを象徴する竹飾りや吹き流し、灯りをデザインに採用。 FPは、七夕の夜空をイメージしたネイビーをベースに、吹き流しをカラフルなグラフィックで表現。 GKは、光り輝く七夕飾りの明るさをイメージしたブライトオレンジを採用した。 |

- SHONAN10thユニフォーム

「湘南ベルマーレ」へ名称変更して10周年の2009年に作成。
10年間の感謝と、これから先も共に歩んでいただきたいという願いを込めて天皇杯で着用された。
- スペシャルエキシビションマッチ用ユニフォーム

2012年9月14日、J2第33節の草津戦の開始前に行われた「ベルマーレレジェンド(OB選手)vs 芸能人サッカーチーム SWERVES(スワーブス)」のスペシャルエキシビションマッチにてベルマーレレジェンド(OB選手)が着用したユニフォーム。デザインはこの年の通常モデルと同じものであるが、FPが青、GKはピンクを基調としている。また胸にはこの年のユニフォーム袖スポンサーであるチェッカーモータースのロゴを付けたものとなっている。
- ベルマーレ創立20周年記念試合「Re-member」用ユニフォーム

2013年1月27日のベルマーレ創立20周年記念試合「Re-member」においてベルマーレチームが着用する1試合限定のメモリアルユニフォーム。ベルマーレの歴史に色濃く残るデザインのひとつのストライプ柄を現代風にアレンジしアクセントとしてアシメントリーを採用し、躍動感を演出。右袖にはベルマーレ平塚時代のホームタウン表記である「HIRATSUKA」とJリーグ20周年マーク。左袖にはベルマーレ20周年マークが入る。
- クラブ創立50周年記念オーセンティックユニフォーム

2018年9月22日のクラブ創立50周年記念試合(J1第27節C大阪戦)にて、ベルマーレチームが着用した1試合限定のメモリアルユニフォーム。フジタ工業クラブサッカー部時代のユニフォームデザインを復刻したもの。

## 下部組織・育成
2002年、Jリーグ百年構想に沿った総合的なスポーツクラブ作り定着を目指して、特定非営利活動法人湘南ベルマーレスポーツクラブ（湘南BSC）を新たに設立した。同時にジュニア、及びジュニアユース部門を湘南BSCへ移管して、株式会社湘南ベルマーレはトップチームおよびユースの運営を行うこととなった。また、湘南BSCはサッカー以外の異競技交流にも取り組んでいる。なお、湘南BSCに関する詳細は当項目を参照のこと。
株式会社湘南ベルマーレは、2004年よりスペインのCAオサスナと提携している 他、2013年3月より福島ユナイテッドFCと「営業・事業」「強化」「アカデミー」に関する提携を締結した（後述）。
また、かつてはスポンサーの学校法人産業能率大学の繋がりにより「湘南シーレックス」（現在の横浜DeNAベイスターズのファーム（2軍）チーム）と共同割引チケットなどの企画を行ったこともある。

## クラブハウス
かつては親会社であったフジタが所有する大神グラウンドを練習場とし、クラブハウスも置いていたが、大神グラウンドを2004年に買収した松蔭大学が松蔭大学湘南キャンパスのグラウンドとした。2006年9月までは契約でベルマーレが練習場として使用していたが、2006年10月から馬入ふれあい公園サッカー場に練習場を移すと共に、事務所やクラブハウスも馬入サッカー場の隣接地へ移転した。

## 日系ベルマーレ
2006年9月、日系ベルマーレ（Club Nikkei Bellmare）を設立。強化プログラムの一環として、外国籍枠のないパラグアイリーグで若手選手の派遣・育成・強化を図る計画であり、同リーグの地域2部（実質4部に相当）に所属。チーム顧問として、南米サッカー連盟会長のニコラス・レオス、株式会社湘南ベルマーレ元社長の眞壁潔が名を連ねる。将来的にはこのクラブで育った選手が湘南ベルマーレへ、そして世界のリーグ・クラブへ選手たちが飛躍していくことを願い、サポートしていきたいと関係者が語っている。
クラブの運営主体は現地法人のサクラグループ社と日本のSEA Global社が出資して設立した「社団法人日系ベルマーレ」であり、湘南ベルマーレは出資はしていないため、両クラブの関係は提携・協力という形となる。
海外で選手を育成しようという意図としては同じものではあるが、アルビレックス新潟が母体となり設立されたアルビレックス新潟シンガポール、 また、プロ野球広島東洋カープが直接運営するカープアカデミー などとは異なった組織となっている

## Jリーグ他クラブとの提携
2013年、福島ユナイテッドFCとの業務提携を行った。両クラブは、クラブやホームタウンの枠を飛び越えて、互いのスケールメリットを拡大すると共に、さらなるクラブの価値向上と発展を目指すことを念頭に、営業・事業、選手やコーチなどの育成、下部組織の提携などを進めていく。
このことで、湘南に所属する選手でなかなか出場機会を得られない選手を福島に紹介し、期限付き移籍（若手選手育成型含む）などにより実践機会の提供強化を図ること、さらに福島が湘南の練習場（馬入サッカー場）を会場としたシーズン開幕前の練習開催や、2014年1月に平塚で行われた合同ファン感謝イベントで、互いのサポーターが提携関係のクラブのグッズの購入するなどの相乗効果やメリットを生み出すことができるとしている。

## 中田英寿との関係
中田英寿はベルマーレに1995年から1998年7月まで在籍した。
- 2000年-から2001年までユニフォーム背中上部のスポンサーとなった（ロゴは「nakata.net」）。
- 2002年以降、オフィシャルクラブパートナーとなっている。
- 2006年、中田がデザインしたユニフォームを、ジュニアユースが全国大会などで着用した。詳細は後述の#特殊ユニフォーム参照。
- 2008年、中田が主催するTAKE ACTION! 2008 『+1 FOOTBALL MATCH』に向けての身体作りの為、湘南の練習に参加[38]。
- 2010年2月、『湘南ベルマーレJ1昇格記念試合』として、湘南OBチームの「We're back F.C.」と「TAKE ACTION F.C.」とが対戦。中田にとっては海外移籍以来となる平塚競技場での試合となり、前半は「TAKE ACTION F.C.」、後半は「We're back F.C.」のメンバーとして出場した。
- 2013年1月、ベルマーレ創立20周年記念試合「Re-member」にベルマーレOBとして出場。

## ベルマーレクイーン
2010年シーズン開幕前に、ラ・パルレの協賛で4人のベルマーレクイーン、1人のベルマーレマーメイドが選出された。5人はホームゲーム・ホームタウン内のイベントに登場しチームのマスコットとして活動。個人的にアウェーに出向くメンバーもいた。2010年10月にラ・パルレが倒産したが、2011年以降もメンバーを入れ替えて活動を続け、週刊サッカーマガジン2011年6月発売のインタビュー企画にも登場した。インターネット投票などを通じて2012年は4人（うち2人は2年ぶりの選出）、2013年も4人、2014年は5人が選出された。2016年はメンバーの一般募集は実施せずにオスカープロモーションから選出された。

### ベルマーレクイーン（2010年）
- 井上ゆりな - グランプリ獲得者
- 石井寛子
- 林弓束
- 大熊未沙

### ベルマーレマーメイド（2010年）
- 伊藤聖夏

### ベルマーレクイーン2011
- 日野里奈
- 土方くるみ
- 住田奈央

- 清水瞳
- 坂本麻衣
- 坂田愛美

### ベルマーレクイーン2012
- 井上ゆりな - 2010年も選出
- 大熊未沙 - 2010年も選出
- 美瑛
- 小原美緒

### ベルマーレクイーン2013
- 相澤香純
- 桂木美咲
- 久保有紀
- 美月サヤ

### ベルマーレクイーン2014
- 小嶋栞
- 坂梨亜里咲
- 橘杏
- 米山真理
- 渡邉裕希

### ベルマーレクイーン2015
- 片岡沙織
- 片岡夏実
- 谷口桃子
- 村田奈央 - 2016年度から2020年度まで、NHK仙台放送局で契約キャスター[39]
- 小嶋栞

### ベルマーレクイーン2016
- 千田絵民
- 大槻瞳
- 菊田彩乃
- 荒町紗耶香
- 沖本光希

### ベルマーレクイーン2017
- 小川千尋 -2014年度ファイターズガール
- 竹田朱里
- 米倉れいな
- 林杏南
- 天野春香

### ベルマーレクイーン2018
- 三浦結加
- 大内美久菜
- 林杏南 -2017年に引き続き選出
- 水波咲
- 大矢琴水

### ベルマーレクイーン2019
- 別所愛珠香
- 山間あゆ
- 大下栞奈

### ベルマーレクイーン2020
- 桑原海夕
- 中野優希
- 星夏穂

### ベルマーレクイーン2021
- 川添りな -9月に体調不良で辞退
- 中野優希 -2020年に引き続き選出
- 門上華子
- 豊田ゆき -9月に体調不良の川添りなに代わり選出

### ベルマーレクイーン2022
- 豊田ゆき -2021年に引き続き選出
- 山下明日花
- 星名美雨

### ベルマーレクィーン2023
- 小竹めい -アイドルユニットit's sunny所属
- きょろ
- 横山いおり

### ベルマーレ応援ユニット2023
- 川口飛雄我
- 蒼葉ちえ
- 市川珠葵 - ミスジャパン2022静岡代表

## スタジアム移転構想
湘南ベルマーレは、本拠地を平塚市に移転してから今日まで平塚競技場（レモンガススタジアム平塚）を本拠地としているが、現状の収容人員はJ1基準の15,000人をわずかに上回る程度しかない。そこで、大手建設コンサルタント会社から、ホームタウンである平塚、藤沢、茅ケ崎市などから複数の箇所を候補地として、2万人以上収容できるスタジアムの建設構想を検討していたことが、2016年9月の一部報道で明らかになった。
そして2017年1月、「湘南スタジアム研究会」と称する、地元商工会議所や経済関係者らからなる組織が結成され、同12月までをめどに移転候補先をベルマーレに提案する方針を確認した。これまでも、平塚競技場のJリーグクラブライセンス制度に適合した屋根付きスタジアムへの改修や増築などについてベルマーレ側は平塚市に訴えてきたが、平塚市はこの計画に消極的な姿勢が続いている。そこで、新たなスタジアムの建設の可能性を探るように研究会に要請しているという。
同4月の第2回研究会会合で、平塚競技場以外の平塚、茅ケ崎、藤沢、小田原の4市から、民有地3か所、公有地7か所の都合10か所の候補が挙げられた。今後はスタジアムをサッカー・ラグビーだけでなく、コンサートなど多目的用途に利用できるように音楽関係者からの意見を求めるとしている。
一方、平塚市は平塚競技場に引き続きとどまってもらうように要請している。平塚市は2000年のJ2降格以後、スタジアムの年間使用料推定約5000万円のうち、3000万円を減免している。この減免処置は現状ベルマーレのみであるため、「多大な支援をしてきたのに、突然（平塚競技場から）出ていくのは勝手すぎる」との声が市役所からも出ている。また平塚市長の落合克宏も「平塚競技場に残ってもらいたいメッセージの一つ」として、スタンド増築や2017年末に予定される照明塔のLED化などについて話している。
2023年5月、今回の新スタジアム建設構想の事業主体であるベルマーレが出資した関連会社・「湘南メディアスタジアム」は、平塚市に対して、平塚競技場に隣接する民間の私有地・約6万㎡を平塚市が取得して平塚市総合公園の敷地の一部に参入したうえでスタジアムを新設する計画案を発表した。当初は2022年10月に既存公園施設内に新設する案を予定していたが、建蔽率が公園法に基づく上限を超えることから、場所の再考を求められていたもので、民間の私有地を平塚市が購入して公園の面積に加えることによって建蔽率をクリアできるとした。
計画では2万人収容規模で、サッカー・ラグビーなどの球技場の他、コンサートなどの多目的に使用できる最新型とし、賑わいや経済効果、災害時の防災拠点としての活用を目指す。しかし平塚市が総合公園の建設を望まない場合、平塚市の民有地を代替地とする第2案も出している。建設費用は142億円程度（設計なども含む）で、その半分は企業版ふるさと納税や市民からのクラウドファンディングで賄い、完成後平塚市に寄付後、湘南メディアスタジアムが指定管理者として管理・運営するとしている。これについて、2023年5月31日に会見を行った落合は「何度も設置が困難と伝えてきた総合公園に作る案は受け入れられない」とし、そのうえで「建設費の半額負担も市の規模や財政上の問題から困難。無理な提案を一方的に突き付けられて残念だ」とする見解を示した。
この平塚総合公園の敷地内の民有地について、Qolyの取材では、平塚球場（バッティングパレス相石スタジアムひらつか）の東側にあった、第一三共ケミカルファーマ工場跡地が推測される と報じているが、製薬工場の跡地であり、土壌汚染の可能性があることから、その調査や土地を購入するための費用負担も大きいため、すぐに簡単に建設へと至る話ではなさそうと指摘している。

## 応援歌
- 全力でベルマーレ - アイドルユニット、ALLOVERの楽曲。
- 魂のヒーローズ!〜Spirits of Bellmare〜 - JAM Projectの楽曲。2023年より。

## 決算
湘南ベルマーレの決算は、つぎのとおり。

### 損益
| 年度 | 収入  | 広告料 | 入場料 | 配分 | その他 | 費用  | 事業費 | 人件費 | 管理費 | 利益 | 純利益 |
| 2005 | 733   | 336    | 133    | 111  | 153    | 731   | 541    | 352    | 190    | 2    | 0      |
| 2006 | 709   | 352    | 128    | 114  | 115    | 855   | 651    | 425    | 204    | -146 | -144   |
| 2007 | 970   | 370    | 141    | 118  | 341    | 970   | 763    | 504    | 207    | 0    | 1      |
| 2008 | 930   | 341    | 142    | 111  | 336    | 1,062 | 789    | 542    | 273    | -132 | -132   |
| 2009 | 1,066 | 372    | 191    | 105  | 398    | 1,178 | 912    | 618    | 266    | -112 | -115   |
| 2010 | 1,288 | 430    | 360    | 209  | 289    | 1,342 | 1,041  | 646    | 301    | -54  | -53    |

- 金額の単位: 百万円
- 人件費は事業費に含まれる。

出典: 各年度のJクラブ決算一覧。
2005、
2006、
2007、
2008、
2009、
2010
| 年度 | 収益  | 広告料 | 入場料 | 配分 | 育成 | その他 | 費用  | 人件費 | 試合 | トップ | 育成 | 女子 | 販売 | 利益 | 純利益 |
| 2011 | 670   | 227    | 168    | 91   | 0    | 184    | 991   | 511    | 62   | 70     | 0    | 0    | 348  | -321 | -130   |
| 2012 | 869   | 330    | 203    | 89   | 0    | 247    | 873   | 366    | 67   | 75     | 0    | 0    | 365  | -4   | 4      |
| 2013 | 1,191 | 387    | 263    | 191  | 0    | 350    | 1,211 | 530    | 82   | 98     | 0    | 0    | 501  | -20  | -11    |
| 2014 | 1,121 | 453    | 225    | 93   | 0    | 350    | 1,126 | 452    | 76   | 87     | 0    | 0    | 511  | -5   | 2      |
| 2015 | 1,561 | 573    | 335    | 193  | 0    | 460    | 1,517 | 699    | 90   | 102    | 0    | 0    | 626  | 44   | 5      |

- 金額の単位: 百万円

出典: 各年度のJクラブ決算一覧。
2011、
2012、
2013、
2014、
2015
| 年度 | 収益  | 広告料 | 入場料 | 配分 | 育成 | 物販 | その他 | 費用  | 人件費 | 試合 | トップ | 育成 | 女子 | 物販 | 販売 | 利益 | 純利益 |
| 2016 | 1,627 | 681    | 331    | 185  | 0    | 199  | 231    | 1,628 | 798    | 104  | 113    | 0    | 0    | 129  | 484  | -1   | 3      |

- 金額の単位: 百万円

出典: 各年度のJクラブ決算一覧。
2016

### 資産
| 年度 | 総資産 | 総負債 | 純資産 | 資本金 |
| 2005 | 206    | 125    | 81     | 369    |
| 2006 | 233    | 165    | 67     | 434    |
| 2007 | 288    | 220    | 68     | 434    |
| 2008 | 392    | 375    | 16     | 474    |
| 2009 | 521    | 520    | 1      | 524    |
| 2010 | 354    | 307    | 47     | 574    |
| 2011 | 237    | 320    | -83    | 574    |
| 2012 | 302    | 270    | 32     | 630    |
| 2013 | 338    | 318    | 20     | 630    |
| 2014 | 321    | 299    | 22     | 630    |
| 2015 | 427    | 344    | 83     | 658    |
| 2016 | 411    | 325    | 86     | 658    |

- 金額の単位: 百万円

出典: 各年度のJクラブ決算一覧。
2005、
2006、
2007、
2008、
2009、
2010、
2011、
2012、
2013、
2014、
2015、
2016